# Paul Revere & The Raiders
Paul Revere & The Raiders (también conocidos como The Raiders) fue una banda estadounidense de rock formada en Boise, Idaho, en 1958. Son considerados como una de las bandas más exitosas de los Estados Unidos en la segunda mitad de la década de 1960. 
La banda fue fundada por el organista Paul Revere con Mark Lindsay como vocalista. Inicialmente con el nombre de Downbeats, que posteriormente cambiaron a Paul Revere & The Raiders. Tuvieron sus primeros éxitos en 1961, con "Like, Long Hair" y en 1963 con una versión de "Louie Louie", tras lo cual, firmaron con Columbia Records, bajo la tutela del productor Terry Melcher. En enero de 1966, el sencillo "Just Like Me", popularizado por el programa Where The Action Is, de Dick Clark, alcanzó el número 11 de la lista Billboard Hot 100, seguido por el éxito de los sencillos "Kicks" y "Hungry", que alcanzaron los primeros puestos de las listas. Los programas de Clark en televisión convirtieron a Lindsay en un ídolo adolescente y a Revere en el "chico malo" del grupo. Entre 1966 y 1969, lograron posicionar doce sencillos entre los treinta primeros puestos de las listas de éxitos estadounidenses. Impulsados por el éxito de estos sencillos, sus tres álbumes de 1966, Just Like Us, Midnight Ride y The Spirit of '67 fueron certificados disco de oro por la RIAA.
Mark Lindsay reemplazó a Terry Melcher como productor de la banda en 1969 e inició su carrera en solitario al mismo tiempo que formaba parte del grupo, alcanzando el éxito con varios sencillos en 1970, entre los que destacó "Arizona". Desde principios de 1970, la banda pasó a denominarse Raiders.
En 1971 alcanzaron un enorme éxito con su versión del tema "Indian Reservation (The Lament of the Cherokee Reservation Indian)", que llegó al número uno de las listas de éxitos de Estados Unidos y Canadá y fue certificado disco de platino en 1996. Sin embargo, a la banda le fue imposible repetir el éxito en los años posteriores y finalmente en 1975, Columbia Records rescindió su contrato. En 1976, tras la retirada de Paul Revere del mundo de la música, el grupo se separó definitivamente.
Revere retomó su carrera musical en 1978, ofreciendo actuaciones que combinaban la comedia y el rock and roll. En 2014 Revere falleció de cáncer y la banda se renombró como Paul Revere's Raiders.

## Historia

### Inicios
La banda fue fundada originalmente en Boise, Idaho, por Paul Revere como un grupo de rock instrumental con el nombre de Downbeats. Posteriormente se trasladaron a Portland, Oregón, cuando Revere regresó de su servicio militar en 1962.
Con apenas veinte años, Revere era propietario de varios restaurantes en Caldwell, Idaho. Conoció al cantante Mark Lindsay mientras recogía el pan en la panadería donde este trabajaba. Circunstancia que posteriormente fue recogida en la canción cómica "Legend of Paul Revere". Lindsay se unió a la banda de Revere en 1958. Originalmente se llamaron Downbeats, pero en 1960, en vísperas de publicar su primer trabajo discográfico con Gardena Records se renombraron Paul Revere & the Raiders. Tuvieron su primer éxito en 1961 con el tema instrumental "Like, Long Hair", alcanzando el número 38 de la lista Billboard Hot 100 en abril de ese mismo año. Cuando Revere fue llamado a filas para cumplir el servicio militar, se declaró objetor de conciencia, realizando en cambio una prestación social como cocinero de una institución mental durante un año y medio. Mientras tanto, Lindsay trabajó en una gasolinera en Wilsonville, Oregón y, debido al éxito de su sencillo, también realizó una gira veraniega con una banda, de la que Leon Russell formó parte reemplazando a Revere en el piano.
En el verano de 1962 se unió a la banda el batería Mike "Smitty" Smith. En esta época el disc jockey de la emisora KISN, Roger Hart, que organizaba bailes para adolescentes, andaba buscando una banda para tocar en sus espectáculos. De forma casual, oyó hablar del grupo de Revere y tras contactar con él, los contrató para uno de sus bailes. Poco después, Hart se convertiría en mánager de la banda. Fue él quien les sugirió grabar la versión de "Louie Louie" que atrajo la atención de Columbia Records. Según Lindsay, the Raiders eran "una banda de chicos blancos que buscaban sonar como negros". No se sabe realmente si fueron the Raiders o the Kingsmen los primeros en grabar "Louie Louie", pero sí que ambas bandas lo hicieron en los mismos estudios, NorthWestern Motion Pictures and Sound Recordings, Inc. (NWI), en Portland, Oregón, en abril de 1963. Por aquel entonces, la banda estaba compuesta por Revere, Lindsay, Smith, el guitarrista Drake Levin y el bajista Mike "Doc" Holliday.

### Éxito comercial
En 1965 The Raiders comenzaron a grabar una serie de clásicos de garage rock. Bajo la producción de Terry Melcher, el grupo se mudó a Los Ángeles y comenzaron a combinar el estilo de bandas de la llamada British Invasion, como The Beatles, The Rolling Stones, The Dave Clark Five o The Animals, con sonidos R&B norteamericanos. Su primer gran éxito, "Just Like Me", fue uno de los primeros temas de rock en presentar un solo de guitarra distintivo de doble pista, interpretado por el guitarrista Drake Levin. El sencillo, publicado a finales de 1965, había escalado hasta el puesto número 11 de Billboard's Hot 100 en enero de 1966, tras quince semanas en la lista.
La banda comenzó a salir regularmente en la televisión nacional, especialmente en los programas producidos y presentados por  Dick Clark. En noviembre de 1966, aparecieron en un episodio de la popular serie Batman interpretando una canción.
The Raiders firmaron un contrato publicitario con la compañía de amplificadores Vox, que les proveía de todo el material para sus giras, convirtiéndose así en la primera gran banda en actuar con todos sus miembros amplificados.  Cuando Levin dejó el grupo en 1966 para ingresar en la Guardia Nacional, fue reemplazado por Jim Valley.
Durante este periodo, publicaron una serie de sencillos de éxito, entre los que se incluyen "Kicks" (núm. 4), "Hungry" (núm. 6), "The Great Airplane Strike" (núm. 20), "Good Thing" (núm. 4) y "Him or Me – What's It Gonna Be?" (núm 5). De todos ellos, "Kicks" se convirtió en uno de sus más grandes éxitos, una canción con un mensaje contrario al consumo de drogas escrita por Barry Mann y Cynthia Weil originalmente para the Animals. (Mann explicó posteriormente que para escribir la letra se inspiró en los problemas con las drogas que sufrió de su amigo, el compositor Gerry Goffin, durante los años 60 y de cómo esta circunstancia afectó a su carrera profesional y a la relación con su entonces esposa, Carole King.)
A mediados de 1967, con tres discos de oro en su haber, the Raiders eran la banda de rock con mayores vendas de Columbia Records. Para esta fecha, presidente de la compañía, Clive Davis, tuvo la idea de publicar dos álbumes recopilatorios de sus artistas más cotizados, con el objetivo de probar este formato en el mercado. De esta forma, vieron la luz los álbumes Bob Dylan's Greatest Hits) y The Riders Greatest Hits.
A finales de 1967 se produjeron importantes cambios en la formación, Valley, Volk, y Smith abandonaron la banda, en parte debido a la contratación de músicos de sesión del conocido colectivo The Wrecking Crew, para aumentar la banda en las grabaciones.

Hacia finales de la década, el grupo era considerado irrelevante y pasado de moda, según Derek Taylor, aunque aún publicaron algunos éxitos menores, como "Ups and Downs", "I Had a Dream", "Too Much Talk", "Don't Take It So Hard", "Cinderella Sunshine", "Mr. Sun, Mr. Moon" y "Let Me".
Mark Lindsay Mark tomó más control de la banda durante este tiempo. Produjo todos los discos a partir de Too Much Talk en 1968 y el álbum psicodélico Something Happening . La visión de Lindsay estuvo representada en canciones como "Let Me" y los álbumes Hard 'N' Heavy y Alias Pink Puzz. El éxito de "Let Me" permitió a Paul Revere and the Raiders realizar una gira por Europa junto a the Beach Boys en le verano de 1969, también grabaron dos canciones para el programa musical alemán Beat-Club.

### Años 70
En un esfuerzo por cambiar el sonido y la imagen de la banda, su nombre se acortó oficialmente a The Raiders. El álbum de 1970 Collage fue un intento de moverse en otra dirección musical. Obtuvo una crítica entusiasta de la revista Rolling Stone, con el crítico Lenny Kaye destacando a Lindsay como elogio: "[Él] nunca deja de dar la impresión de que sabe lo que está haciendo. Casi sin ayuda, ha llevado a los Raiders a una posición más fuerte de lo que han ocupado en años". Collage llegó a la posición número 154 de la lista Billboard 200.
The Raiders alcanzaron su mayor éxito en la década de 1970 con una versión del tema de John D. Loudermilk, "Indian Reservation". Revere trabajó mucho para promocionar el sencillo e "Indian Reservation" alcanzó el puesto número uno durante una semana en julio de 1971 y se convirtió en el sencillo más vendido de Columbia durante casi una década, con más de seis millones de unidades. El éxito del sencillo fue seguido por el álbum del mismo nombre que alcanzó el puesto 19 y consistía principalmente en versiones.
En 1972, publicaron el álbum, Country Wine , que no alcanzó a entrar en la lista Billboard 200. Ese mismo año, comenzaron la preparación de lo que sería su cuarto álbum en dos años, Love Music. El sencillo que se lanzó como promoción para el proyecto solo alcanzó el puesto 97, marcando la última aparición de la banda en una lista de éxitos.
A principios de 1975, Mark Lindsay dejó la banda tras una actuación en Knott's Berry Farm. Lindsay continuó su carrera musical en solitario. Publicó dos sencillos para Warner Bros. Records en 1977, tras lo cual, centró su atención en la composición de música para películas y comerciales. También fue director de A&R para United Artists Records.
Paul Revere contrajo matrimonio durante un concierto conmemorativo del Bicentenario de Estados Unidos, el 4 de julio de 1976. A finales de ese mismo año, anunció su retiro de la música, sin embargo, en 1978 reapareció con una nueva formación bajo el nombre de The Raiders.

### Últimos años
El auge del punk rock y el new wave atrajo de nuevo el interés por el género Garage Rock y la música de The Raiders. La canción "I'm Not Your Stepping Stone" fue versionada por varios grupos, como Sex Pistols, Minor Threat, y the Farm. "Just Like Me" tuvo versiones de Circle Jerks, Joan Jett y Pat Benatar. David Bowie versionó "Louie, Go Home". En 1984, The Who realizó otra versión de este tema con el título "Lubie (Come Back Home)". "Hungry" fue versionada por Sammy Hagar. The Flamin' Groovies publicaron tres versiones de The Raiders; "Him or Me – What's It Gonna Be?", "Sometimes" y "Ups and Downs".
Revere continuó liderando la banda con una formación relativamente estable durante las décadas de 1980 y 1990; Omar Martínez llevaba desde 1972 en la batería, Doug Heath a la guitarra desde 1973), Ron Foos al bajo desde 1975, Danny Krause en los teclados desde 1980, y Carlo Driggs que reemplazó a Michael Bradley como vocalista principal en 1983. El hijo de Paul Revere, Jamie Revere, se unió a la banda como guitarrista en los años 90.
El 19 de septiembre de 1997, la formación clásica de la banda, Mark Lindsay, Drake Levin, Phil "Fang" Volk y Mike "Smitty" Smith, se reunieron, sin Revere, para una actuación por el 30 aniversario de la publicación del álbum Midnight Ride, en Portland. En 2000 Sundazed Music publicó un doble álbum bajo el título de Mojo Workout centrado en los sonidos R&B y soul de los primeros años de la carrera de The Raiders En 2001, la banda publicó Ride to the Wall, que incluyó nuevas canciones, así como versiones de sus grandes éxitos de los 60, y cuya recaudación se donó a los veteranos de la Guerra de Vietnam.
El 13 de octubre de 2007, Paul Revere & the Raiders, junto al mánager Roger Hart, fueron incluidos en el Oregon Music Hall of Fame. A la ceremonia asistieron Mark Lindsay, Phil "Fang" Volk y Roger Hart. Revere anunció su retirada en agosto de 2014. El 4 de octubre de ese mismo año, la banda anunció en su web el fallecimiento de Paul Revere, víctima de un cáncer a los 76 años de edad.

## Legado
La banda abarcó diferentes estilos musicales, desde el rock and roll y el garage rock en sus inicios, hasta el Pop psicodélico.
Las bandas del resurgimiento del garage rock en los años 80 y las del movimiento grunge de comienzos de los 90, citan a menudo a The Raiders como su principal influencia. En 2004 "Kicks" fue seleccionada por la Revista Rolling Stone en el puesto 400 de su lista de las 500 mejores canciones de todos los tiempos. Paul Revere & the Raiders y su mánager Roger Hart fueron incluidos en el Oregon Music Hall of Fame en octubre de 2007. En 2010 fueron también incluidos en el Hit Parade Hall of Fame. En la película de Quentin Tarantino de 2019, Once Upon a Time...in Hollywood, ambientada en 1969, se incluyeron tres de los grandes éxitos del grupo; "Hungry" (1966), "Good Thing" (1966) y "Mr. Sun, Mr. Moon" (1969), además de "Theme From It's Happening", una cara B de 1969.

## Miembros
- Paul Revere – teclados (1958–1977; 1978–2014)
- Mark Lindsay – voz, saxofón (1958–1975)
- Robert White – guitarra (1958–1961)
- Richard White – guitarra (1958–1961)
- William Hibbard – bajo (1958–1961)
- Dick Mcgarvin – batería (1958)
- Red Hughes – voz (1958)
- David Bell – batería (1958–1959)
- Jerry Labrum – batería (1959–1961)
- Andrea Loper – voz (1960)
- Mike "Smitty" Smith – batería (1962–1967, 1971–1972; died 2001)
- Ross Allemang – bajo (1962–1963)
- Steve West – guitarra solista (1962)
- Dick Walker – guitarra solista (1962–1963)
- Charlie Coe – guitarra solista (1963), bass guitar (1967–1968)
- Drake "Kid" Levin – guitarra solista (1963–1966, 1967; died 2009)
- Mike "Doc" Holliday – bajo (1963–1965)
- Phil "Fang" Volk – bajo (1965–1967)
- Jim "Harpo" Valley – guitarra solista (1966–1967)
- Freddy Weller – guitarra solista (1967–1973)
- Joe Correro, Jr. – batería(1967–1971)
- Keith Allison – bajo (1968–1975, died 2021)
- Omar Martinez – batería, voz (1971–1977, 1980–2006)
- Robert Wooley – teclados (1972–1977)
- Doug Heath - guitarra solista (1973-1976, 1978, 1980-2021)
- Ron Foos - bajo (1975-1976, 1980- 2022)
- Blair Hill – voz (1978–1980)
- Michael Bradley – voz (1980–1983)
- Carlo Driggs – voz (1983–2004; died 2017)
- Jamie Revere - guitarra (1991-1997, 2013-2022)
- Darrin Medley - voz, batería (2004-2008)
- Matt Fasekas - batería (2004-2009)
- Danny Krause - teclados, voz (1980-2022)

## Discografía
- 1961: Like, Long Hair
- 1963: Paul Revere & the Raiders
- 1965: Here They Come!
- 1966: Just Like Us!
- 1966: Midnight Ride
- 1966: The Spirit of '67
- 1967: Revolution!
- 1967: A Christmas Present...And Past
- 1967: Greatest Hits
- 1968: Goin' to Memphis
- 1968: Something Happening
- 1969: Hard 'N' Heavy
- 1969: Alias Pink Puzz
- 1970: Collage
- 1971: Indian Reservation
- 1972: Country Wine
- 1972: All-Time Greatest Hits
- 1982: Special Edition
- 1983: The Great Raider Reunion
- 1983: Paul Revere Rides Again
- 1985: Generic Rock & Roll
- 1992: Generic Rock & Roll
- 1996: Generic Rock 2
- 2000: Time Flies When You're Having Fun
- 2001: Ride to the Wall
- 2005: Ride to the Wall 2
- 2010: The Complete Columbia Singles
- 2011: Flower Power, produced by vocalist Darren Dowler